# Sphinx (Spiel)
Sphinx ist ein Würfel-Brettspiel für Kinder und Jugendliche ab acht Jahren von Gunter Baars. Das Spiel erschien 1999 im Ravensburger Spieleverlag. Das Spiel thematisiert die Suche nach einer Schatzkammer in einer ägyptischen Pyramide, die von mehreren Sphinxen bewacht wird. Das Spiel wird für Kinder ab einem Alter von 8 Jahren empfohlen, die Spielzeit wird mit 30 bis 40 Minuten angegeben.

## Handlung
Mehrere Forscher erkunden eine ägyptische Pyramide, um zu der im Zentrum liegenden Schatzkammer zu gelangen. Die Schatzkammer wird jedoch von drei Sphinxen bewacht, die von den Forschern überlistet werden müssen. In den Gängen der Pyramide treffen sie auf Geheimtüren und Mumien, die ihnen Tipps geben. Zudem finden sie Antworten auf die Rätselfrage der Sphinxen. Gewinner ist der Forscher, der zuerst die Sphinxen überwunden hat und die Schatzkammer betreten kann.

## Ausstattung
Sphinx wird auf einem quadratischen Spielplan gespielt, der in jeweils neun waagerechte und senkrechte Felder unterteilt ist. Durch aufgesteckte Kunststoffleisten wird auf diesem Feld ein Gang in Form einer quadratischen Spirale bis zum zentralen Zielfeld, der Schatzkammer, gebildet. Die durchgehende Wand wird durch drehbare Elemente, die Geheimtüren, unterbrochen, die jeweils zwei Felder der beiden anliegenden Gangbereiche umfasst. In den Gängen befinden sich „Mumienfelder“, auf denen eine in Bandagen gewickelte Hand dargestellt ist, und Kartenfelder mit der Abbildung von farbigen Sphinx-Karten. Die letzten drei Felder sowie drei Wandnischen („Tempelkammern“) im ersten Umlauf sind als Sphinxfelder gekennzeichnet.
Zur Ausstattung gehören zudem 
- vier Spielfiguren („Forscher“),
- sechs Sphinxfiguren, unter denen sich jeweils ein Farbplättchen befindet,
- drei sechsseitige Würfel, von denen einer auf zwei gegenüberliegenden Seiten jeweils zwei Schlangen zeigt,
- 24 Sphinx-Karten in sechs Farben (jeweils vier Karten pro Farbe).

## Spielweise
Zum Spielstart werden die Spielfiguren der Teilnehmer auf dem Startfeld platziert. Die sechs Sphinxfiguren werden gemischt und auf die sechs Sphinxfelder verteilt. Die Sphinxkarten und die drei Würfel werden neben das Spielfeld gelegt. Das Ziel des Spiels ist, als erster Forscher die zentrale Schatzkammer zu erreichen und dort anhand von mitgeführten Sphinxkarten die richtige Reihenfolge der bewachenden Sphinxe anzuzeigen und diese damit zu überlisten.
Im Spiel würfeln die Spieler reihum mit allen drei Würfeln und setzen danach die einzelnen Würfel hintereinander ein, dabei darf der Spieler die Reihenfolge selbst festlegen. Zeigen die Würfel nur Augenzahlen, darf der Spieler die einzelnen Werte nacheinander gehen. Dabei entscheidet er für jeden Würfel, in welche Richtung die Spielfigur gezogen wird (vor oder zurück, nie mit einem Würfel in beide Richtungen). Ein Würfelzug darf dabei nicht auf einer gegnerischen Figur enden, während der Zuges kann der Spieler allerdings gegnerische Figuren überspringen. Abhängig von dem Zug können verschiedene Dinge passieren:
- kommt der Spieler mit einem Würfelzug über oder auf ein Mumienfeld, darf er sich die Unterseite (und damit das farbige Plättchen) einer Sphinxfigur im Zentrum des Spielplans ansehen.
- kommt er über oder auf ein Kartenfeld einer Farbe, von der er noch keine Karte hat, darf er diese vom Zugstapel nehmen. Hat er allerdings bereits eine Karte dieser Farbe, so muss er sie abgeben. Jeder Spieler darf nur jeweils eine Karte einer der sechs Farben besitzen.
- überspringt er eine gegnerische Figur, darf er dem betreffenden Spieler eine Karte in einer Farbe abnehmen, die er noch nicht besitzt.
- endet der Zug auf einem Feld mit einer Geheimtür, wird diese mit der Figur gedreht und die Figur landet im angrenzenden Gang.

Zeigt der Spezialwürfel das Schlangensymbol, muss der Spieler mit diesem Würfel eine der Sphinxen im Zentrum des Spielplans gegen eine in den Wandnischen austauschen. Um zu gewinnen, muss ein Spieler bis zu den Sphinxen im Zentrum vordringen und dort dann die Sphinxkarten in der Farbenfolge der drei Bewacher vorzuzeigen. Er schiebt diese offen an den Spielplan und kontrolliert dann verdeckt, ob sie zutrifft. Ist dies der Fall, zeigt er den Mitspielern die Unterseiten der Sphinxe und darf in die Schatzkammer vordringen – er hat gewonnen. Entspricht die Reihenfolge nicht der der Sphinxen, muss er alle seine Karten abgeben, zurück auf das Startfeld gehen und neu starten.

## Ausgaben und Rezensionen
Das Spiel Sphinx wurde vom Ravensburger Verlag 1999 als internationale Version mit einer mehrsprachigen Spieleanleitung in den Sprachen deutsch, französisch, italienisch, niederländisch und englisch  veröffentlicht. Im Jahr 2000 wurde eine Auflage mit dem identischen Spiel für den osteuropäischen Raum in tschechischer, ungarischer, polnischer und slowakischer Sprache veröffentlicht.
Das Spiel wurde bei den Games Magazine Awards 2000 als Best Memory Game Runner-Up ausgezeichnet. Es wird als relativ einfaches Spiel mit einem mittleren Grad an Interaktion zwischen den Spielern und einem hohen Anteil an Zufall eingestuft. Arno Steinwender beschreibt das Spiel auf spieletest.at als „nettes Spiel, das […] jedoch nicht vollkommen überzeugen konnte. Das Spielprinzip ist einfach und bieten nicht besonders viele Handlungsmöglichkeiten. Das Design ist solide, aber eher unauffällig.“ Im Vergleich zu Der zerstreute Pharao und Luxor, die beide ebenfalls von Gunther Baars stammen, beschreibt er es als weniger gelungen. In einer Rezension auf spielphase.de wurde das Spiel als „recht gut gelungen“ beschrieben, „auch wenn der Memory-Mechanismus keine Neuheit darstellt.“ Als Fazit ziehen die Rezensenten: „Zu zweit eher durchschnittlich, aber mit vier Personen recht unterhaltsam.“

## Belege
1. 1 2  Sphinx bei funagain.com
2. 1 2 3 4  Spieleanleitung von Sphinx beim Ravensburger Verlag
3. ↑  Versionen bei BoardGameGeek
4. ↑  Sphinx bei gesellschaftsspiele.spielen.de
5. ↑  Sphinx bei spieletest.at
6. ↑  Sphinx-Rezension bei spielphase.de (archiviert)